# Sarcelles
Sarcelles (wymowaⓘ) – miejscowość i gmina we Francji, w regionie Île-de-France, w departamencie Dolina Oise.
Według danych na rok 1990 gminę zamieszkiwały 56 833 osoby, a gęstość zaludnienia wynosiła 6 726 osób/km².
W mieście znajduje się stacja kolejowa Gare de Sarcelles - Saint-Brice.

## Miasta partnerskie
- Netanja, Izrael
- Hattersheim am Main, Niemcy